# Die göttlichen Geheimnisse der Ya-Ya-Schwestern
Die göttlichen Geheimnisse der Ya-Ya-Schwestern ist ein Filmdrama von Callie Khouri, das 2002 in den Vereinigten Staaten produziert wurde. Es basiert auf dem Roman Divine Secrets of the Ya-Ya Sisterhood von Rebecca Wells aus dem Jahr 1996.

## Handlung
Die vier Freundinnen Vivi, Teensy, Caro und Necie leben in Louisiana. Sie schwören sich als kleine Mädchen in einem Ritual auf einem Friedhof ewige Treue. Vivi, Teensy, Caro und Necie gründen die geheime Gemeinschaft der 'Ya-Ya-Schwestern'.
Jahrzehnte später ist Vivianes älteste Tochter Siddalee Walker, genannt Sidda, erwachsen. Sie ist eine Theaterautorin und spricht in einem Interview über ihre schlimmen Erfahrungen ihrer Kindheit, für welche sie ihre Mutter verantwortlich macht. Als Viviane davon aus der Zeitung erfährt, ist sie außer sich, empört darüber, dass sie sich nun vor aller Welt als schlechte Mutter dargestellt fühlen muss. Mutter und Tochter führen einen erbitterten Streit übers Telefon. Schließlich ist Sidda so wütend, dass sie ihre Mutter zu ihrer Hochzeit mit ihrem langjährigen Freund Connor auslädt.
Vivis drei Freundinnen schmieden einen heimlichen Plan und besuchen Sidda. Als sie bemerken, dass diese nicht bereit ist, mit ihrer Mutter Frieden zu schließen, täuschen sie vor, zu kapitulieren und sich nicht mehr einzumischen. Doch während eines Restaurantbesuches mischen sie Sidda Medikamente ins Getränk und entführen die Besinnungslose nach Louisiana, wo sie in einem abgelegenen Haus die Geschichte ihrer Mutter erfahren soll.
Vivi hatte keine leichte Vergangenheit. Ihre eigene Mutter, die offensichtlich psychisch labil war, verabscheute sie, weil sie sich vor ihrer Lebenslust fürchtete und auch eifersüchtig auf die Zuneigung war, die Vivi von ihrem Vater erhielt. Vivi wollte einen jungen Mann, Teensys Bruder, heiraten, der die große Liebe ihres Lebens war, aber im Krieg starb. Daraufhin heiratete Vivi Shep, der sie abgöttisch liebte. Doch sie konnte und wollte keine wirkliche Nähe zu ihrem Mann zulassen und flüchtete sich immer mehr in den Alkohol. Mehrmals verließ sie ihre Familie, weil sie sich wünschte, ungebunden und frei zu sein. Sie kehrte jedoch immer wieder zurück, weil sie ihre Kinder liebte. In der Abwesenheit der Mutter übernahm ihr ältestes Kind Sidda viele ihrer Aufgaben. 
Schließlich wollte Vivi ihre Alkoholsucht endgültig überwinden, schaffte den Entzug aber nicht aus eigener Kraft und wandte sich an einen Arzt. Dieser verschrieb ihr Pillen, die ihre psychischen Probleme jedoch nur verschlimmerten. Vivi erlitt einen Zusammenbruch, scheuchte ihre drei ältesten Kinder in den Regen hinaus und verprügelte sie mit einem Gürtel, um sie „rein zu machen“. Danach kam sie für ein halbes Jahr in eine psychiatrische Klinik. Während dieser Zeit trug Sidda die Hauptlast für die Familie, denn sie fühlte sich für ihre jüngeren Geschwister verantwortlich, spürte aber auch den Schmerz ihres Vaters.
Als Sidda nun den Hintergrund der Abwesenheit ihrer Mutter erfährt und erkennt, dass diese sie nicht einfach verlassen hatte, gewinnt sie eine neue Sicht auf die Dinge. Endlich kann sie sich auch wieder an die vielen schönen Momente mit ihrer Mutter erinnern, ohne dass gleich wieder böse Erinnerungen aufkommen.
Sie versöhnt sich wieder mit Connor, mit dem sie in Streit geraten war, weil sie daran gezweifelt hatte, gut genug für ihn zu sein.
Auch mit ihrer Mutter, die zwar versucht hatte, sie zu hassen, dies aber nicht schaffte, versöhnt sie sich wieder. Vivi erkennt, dass ihre Tochter all das erreicht hat, was sie selbst sich immer gewünscht hatte. Sogar das Eheleben mit Shep lebt wieder auf.
Zum Schluss beschließt Sidda, in Louisiana zu heiraten, worüber sich ihre Mutter sehr freut. Sie wird außerdem als fünftes Mitglied in den Bund der Ya-Ya-Schwestern aufgenommen.

## Kritiken
- F. X. Feeney schrieb in der LA Weekly, dass der Film die Elemente einer Farce mit jenen eines 'intensiven' Filmdramas gekonnt verbinde. Die Darstellungen seien 'stark'.
- William Arnold schrieb im Seattle Post-Intelligencer, dass die Regisseurin sich nicht fürchte, die dunklen Seiten des Lebens zu zeigen, die teilweise sehr dunkel seien. Er lobte Sandra Bullock und Ellen Burstyn wie auch die 'brillanten' Nebendarsteller James Garner, Maggie Smith, Shirley Knight und Fionnula Flanagan.[1]

## Auszeichnungen
- 2002: Nominierung für den Teen Choice Award für Sandra Bullock
- 2003: Nominierung für den Phoenix Film Critics Society Award für Ashley Judd

## Dies und Das
Die Produktionskosten betrugen ca. 27 Millionen US-Dollar.